# Niederbergheim
Niederbergheim – dzielnica miasta Warstein w powiecie Soest, w kraju związkowym Nadrenia Północna-Westfalia, w rejencji Arnsberg.

## Geografia
Niederbergheim leży na zachodniej krawędzi miasta. Dzielnica ta składa się z dwóch mniejszych: Niederbergheim i Oberbergheim. Niederbergheim leży w "Tal der Möhne", a Oberbergheim na Haarhöhe. Odległość przestrzenna między dwoma ośrodkami wsi wynosi około 2 km.

## Demografia
Według spisu ludności z marca 2025 roku, w Niederbergheim mieszkało 1206 mieszkańców, co stanowi 4,71% wszystkich mieszkańców Warsteinu.

## Historia
Historycznie pierwsze udokumentowana wzmianka o tym miejscu pochodzi z karty fundacyjnej klasztoru Grafschaft w pobliżu Schmallenberg z 1072 roku. Dokument ten uznawany jest jednak za fałszerstwo i pochodzi prawdopodobnie z około 1200 roku.
Nie ma jasnego wyjaśnienia, która z tych dwóch wiosek była pierwsza. Istniejące, starsze dokumenty i dowody początkowo odnoszą się tylko do Berchum, Berchheim, Berghem lub Bercheim. Rozróżnienie to zostało dokonane dopiero później. Istnieją pewne dowody na to, że miejsce założenia prawdopodobnie odnosiło się do Oberbergheim, ponieważ logicznie rzecz biorąc, nie można by nazwać wioski w dolinie Bergheim (niem. Berg - góra).

## Transport
W Niederbergheim krzyżują się dwie drogi: B516 i L856. Najbliższą autostradą jest autostrada A44, z której należy zjechać przy zjeździe "Soest-Ost" i kierować się drogą L856, aby dojechać do Niederbergheim.